# NGC 4014
NGC 4014 في الفهرس العام الجديد، هي مجرة، تقع في كوكبة الهلبة. اكتشفت في 30 ديسمبر 1783 بواسطة ويليام هيرشل.

## روابط خارجية
- NGC 4014 على موقع ويكي سكاي: DSS2, SDSS, GALEX, IRAS, Hydrogen α, X-Ray, Astrophoto, Sky Map, Articles and images